# Максимилиан фон Лихтенщайн
Максимилиан фон Лихтенщайн (на немски: Maximilian von Liechtenstein; * 6 ноември 1578; † 29 април 1645, Рааб) е от 1623 г. княз на Лихтенщайн и имперски маршал на служба при Хабсбургите.

## Живот
Той е благородник от Моравия, вторият син на имперския съветник Хартман II фон Лихтенщайн (1544 – 1585) и съпругата му Анна Мария фон Ортенбург (1547 – 1601), дъщеря на Карл I фон Ортенбург (1502 – 1552) и Максимилиана графиня фон Хааг, и внучка на имперския граф Улрих II фон Ортенбург († 1524). Братята му са Карл и Гундакар.
След смъртта на баща му през 1585 г. той получава две собствености в Долна Австрия. Както братята му Максимилиан става католик.
Максимилиан се жени през 1597 г. за Катарина Шембера фон Цзернахора, фрайин фон Бозковиц († 1637), сестрата на съпругата на брат му Карл, дъщеря на Йохан Шембера фон Бозковиц (Jan Šembera z Boskovic). След смъртта на тъста му († 1597) той получава множество господства в Моравия. Те нямат деца.
През 1601 г. император Рудолф II го номинира на имперски дворцов съветник. Максимилиан участва през 1608 г. в битки при ерцхерцог Матиас, който го прави полковник-фелдцойгмайстер и така е командант на артилерията на войската, с която тръгва към Бохемия.
През 1612 г. той участва в боевете против Венеция. През 1613 г. е номиниран на императорски таен съветник и оберщалмайстер и придружава императора същата година в Райхстага в Регенсбург. Той участва в турнири по средновековен пример.
През 1618 г. Максимилиан е на страната на крал Фердинанд II и участва в битки в Бохемия. За неговите заслуги императорът му подарява 100 000 гулдена и конфискувани имоти.
През 1623 г. той се бие отново против Унгария и след това има главното командване на всички императорски войски в Бохемия. Същата година, заедно с братята му, е издигнат на имперски княз. През 1638 г. получава ранга фелдмаршал и командването на унгарската крепост Рааб (Дьор) и околността. Той подсилва крепостта.
Максимилиан предпочита да живее в дворец Рабенсбург в Долна Австрия. Той разширява замъка. След смъртта на брат му той поема опекунството от 1627 до 1632 г. над неговия син и главен наследник Карл Евсебий (1611 – 1684).
Максимилиан и съпругата му нямат деца. Те правят множество дарения на различни манастири. През 1633 г. те основават във Вранау (Vranov u Brna) един манастир на Пауланите и създават там гробно място на фамилията Лихтенщайн. След смъртта му собствеността му е поделена между брат му Гундакар и племенника Карл Евсебий.